# پردراگ آنتونیه‌ویچ
پردراگ آنتونیه‌ویچ (صربی: Predrag Antonijević؛ زادهٔ ۷ فوریهٔ ۱۹۵۹) کارگردان فیلم و فیلم‌نامه‌نویس اهل صربستان است.
از فیلم‌هایی که وی در آن‌ها نقش داشته‌است، می‌توان به نجات‌دهنده اشاره نمود.